# Anglo-American Zürich
El Anglo-American Zürich fue un equipo de fútbol de Suiza que alguna vez jugó en la Superliga Suiza, la primera división de fútbol en el país.

## Historia
Fue fundado en el año 1893 en la ciudad de Zúrich por un grupo de residentes ingleses y americanos y fue uno de los equipos fundadores tanto de la Asociación de Fútbol de Suiza como del primer campeonato de fútbol que se organizó en Suiza en el año 1897, aunque participaron en él un año después.
El club ganó la segunda edición del campeonato nacional de fútbol en la temporada de 1898/99, venciendo en la final 7-0 al BSC Young Boys.
El club desapareció al finalizar la temporada de 1899/1900, participando en dos temporadas de la Serie A Suiza.

## Palmarés
- Serie A Suiza: 1

1898/99